# Ghailene Chaalali
Ghailene Chaalali (arabisch غيلان الشعلالي, DMG Ġailān aš-Šaʿlālī; * 28. Februar 1994 in Manouba) ist ein tunesischer Fußballspieler. Der Mittelfeldspieler nahm mit der tunesischen Nationalmannschaft an der Fußball-Weltmeisterschaft 2018 in Russland teil.

## Karriere

### Verein
Chaalali  begann seine Profikarriere 2014 bei Espérance Tunis. In den ersten Monaten wurde er überwiegend in der U23-Mannschaft eingesetzt. Mit Espérance gewann er von 2017 bis 2019 dreimal in Folge die tunesischer Meisterschaft, einmal den tunesischen Pokal sowie zweimal die CAF Champions League.
Zur Saison 2019/20 wechselte er in die Süper Lig zu Yeni Malatyaspor. Nach einer Spielzeit kehrte er zu Ésperance zurück, wo er einen Dreijahresvertrag unterschrieb. 2021 gewann er dort seinen vierten Meistertitel. 

### Nationalmannschaft
Sein erstes Spiel für die tunesische Nationalmannschaft bestritt Chaalali am 1. September 2017 im WM-Qualifikationsspiel gegen die Demokratische Republik Kongo. Bei seinem Debüt erzielte er den tunesischen Siegtreffer zum 2:1.
Anlässlich der Fußball-Weltmeisterschaft 2018 wurde Chaalali in das tunesische Aufgebot berufen. Beim 2:1-Sieg im letzten Gruppenspiel gegen Panama stand er in der Startelf. Die Mannschaft beendete das Turnier auf dem dritten Platz in der Gruppe G und schied aus.
Chaalali gehörte auch zum Kader der tunesischen Nationalmannschaft beim Afrika-Cup 2019. Er wurde dort bis auf das Vorrundenspiel gegen Mauretanien, für das er wegen zwei gelben Karten in den ersten beiden Spielen gesperrt war, in allen Partien jeweils über die volle Spielzeit eingesetzt.

## Erfolge
- Tunesische Meisterschaft: 2017, 2018, 2019, 2021, 2024
- Tunesischer Pokal: 2016
- Tunesischer Supercup: 2019, 2021
- CAF Champions League:  2018 und 2019
- Arabische Vereinsmeisterschaft: 2017